# Araripina (kommun)
Araripina är en kommun i Brasilien.   Den ligger i delstaten Pernambuco, i den östra delen av landet, 1 200 km nordost om huvudstaden Brasília. Antalet invånare är 77 363.
Följande samhällen finns i Araripina:
- Araripina

Omgivningarna runt Araripina är huvudsakligen savann. Runt Araripina är det ganska glesbefolkat, med 31 invånare per kvadratkilometer.